# Rue du Fouarre
La rue du Fouarre est une voie située dans le quartier de la Sorbonne du 5e arrondissement de Paris.

## Situation et accès
La rue du Fouarre est desservie à proximité par la ligne 10 à la station Maubert-Mutualité.

## Origine du nom
Le nom est dû aux écoles qui autrefois étaient jonchées de paille (en vieux français : feurre, fouarre).

## Historique

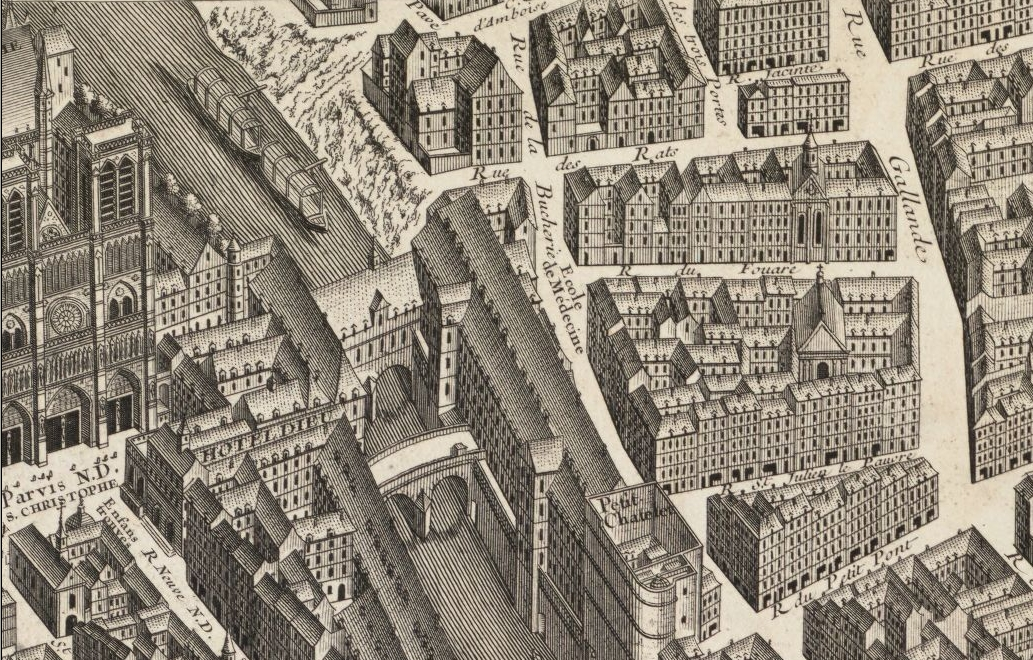
La rue du Fouare sur le plan de Turgot, en 1739.

En 1202, Mathieu de Montmorency et Mathilde de Garlande, son épouse, cèdent leur fief du clos de Garlande, également appelé fief Mauvoisin, pour y faire bâtir des maisons. Sont alors créées les rues du Fouarre, Galande, des Trois-Portes, Jacinthe et des Rats.
La rue du Fouarre s'appelle d'abord « rue des Écoliers », puis « rue des Écoles », en 1264, car la première Université de Paris s'y réunit. Vers 1300, elle est nommée « rue au Feurre ». Le mot « feurre » qui a donné le mot « fourrage » fait référence à la paille sur laquelle étaient assis les écoliers pour suivre les cours. Elle est citée dans Le Dit des rues de Paris, de Guillot de Paris, sous la forme « rue de l'Escole ».

En 1358, l'université se plaint de la mauvaise fréquentation de la rue. Le régent décide de faire fermer la rue par deux portes placées à chaque extrémité et fermées chaque nuit. Jacques-Antoine Dulaure en fait la description : 

« […] cette rue était chaque nuit encombrée d’immondices et d’ordures fétides, apportées par des hommes malfaisants ; que de plus on enfonçait les portes de l’école, on y introduisait des filles publiques, des femmes malpropres, qui y passaient la nuit, et souillaient de leurs excréments les lieux où se plaçaient les écoliers ainsi que la chaire du professeur. »

Le collège de Picardie était situé au no 17 :

« Les écoles, d'abord restreintes à la place Maubert, s'étendirent jusqu'à cette rue, qui prit son nom de la paille où les écoliers s'asseyaient pour écouter les leçons de leurs maîtres et dont ils faisaient ample consommation. Cette rue est célèbre dans les écrits de Dante, de Pétrarque, de Rabelais, etc. En 1535, le Parlement ordonna d'y mettre deux portes pour empêcher le passage des voitures pendant les leçons. »

Au XIXe siècle, cette rue, qui commençait rue de la Bûcherie et finissait rue Galande, était située dans l'ancien 12e arrondissement de Paris.

Les numéros de la rue étaient noirs. Le dernier numéro impair était le no 19 et le dernier numéro pair était le no 18,. En 1887, un décret déclare d'utilité publique le percement d'une nouvelle voie prolongeant la rue Monge jusqu'au quai de Montebello. Le décret prévoit également le redressement et l'élargissement de la rue du Fouarre qui forme ainsi la section finale de ce nouvel axe. Cette nouvelle voie, ainsi que la partie sud de la rue du Fouarre, prend le nom de « rue Lagrange » en 1890.

## Bâtiments remarquables et lieux de mémoire

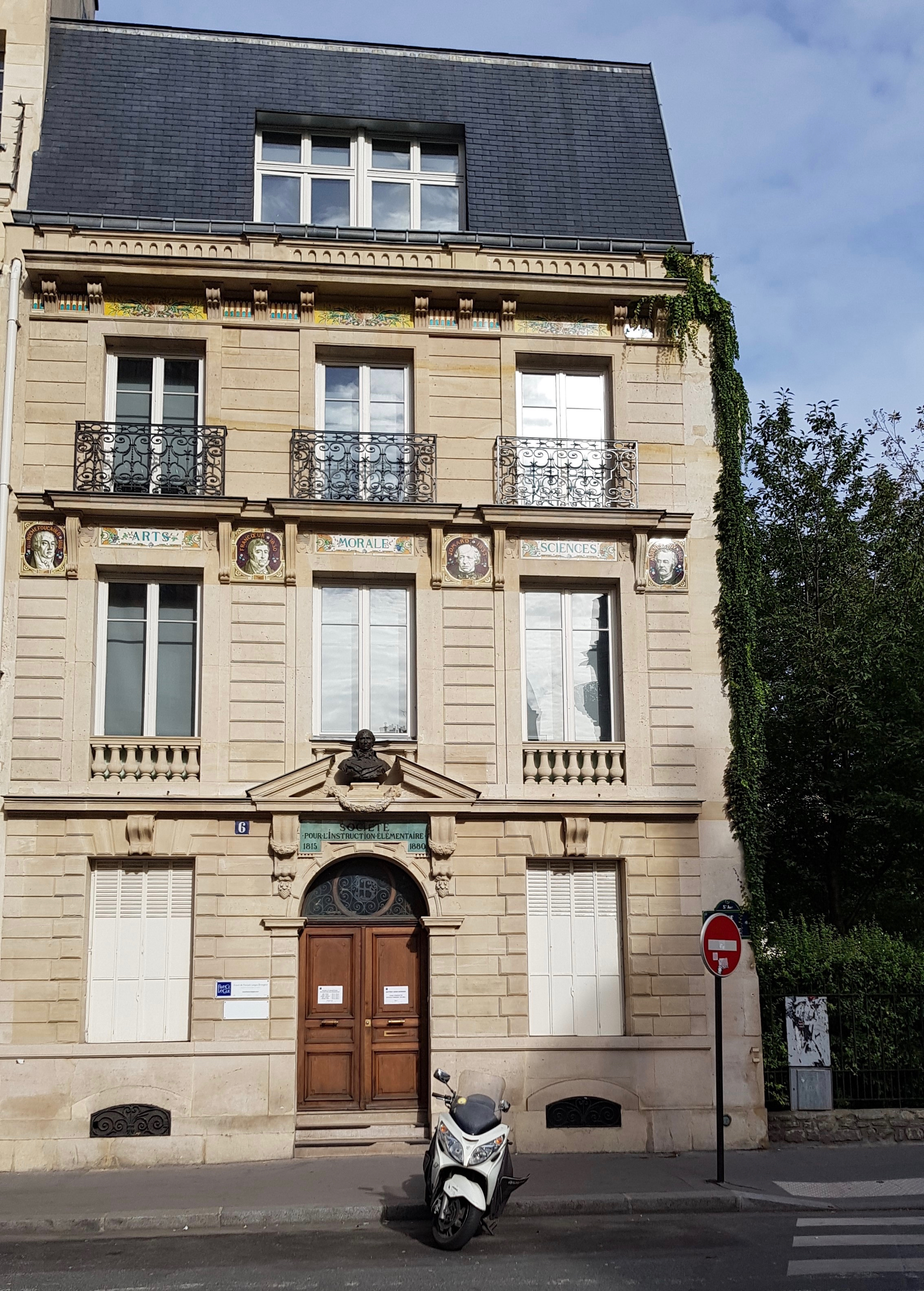
No 6.

- No 2 : entrée du square René-Viviani. Aux nos 2 et 4 s’élevaient deux maisons du XVIIe siècle. Elles ont été détruites en 1930. Un grand immeuble de rapport devait les remplacer. La mairie de Paris a racheté l’emplacement pour agrandir le square René-Viviani[8].
- No 6 : immeuble de la Société pour l'Instruction élémentaire.
- No 11 : le graveur Louis-François Mariage (1785-1828) y était domicilié.

### En littérature
Dante fréquenta les collèges de la rue et la mentionne dans La Divine Comédie comme le lieu où le philosophe Siger de Brabant enseigna à Paris :

« C’est l’éclat éternel de Siger, qui jadis, lisant rue au Fouarre, avait syllogisé des vérités d’où vint l’aliment à l’envi. »

Au croisement avec la rue Lagrange est installé un panneau Histoire de Paris en hommage à Dante. Il indique que « de passage à Paris, il célèbre dans ses écrits le "vico degli strami" (rue du fourrage) ; la rue tire en effet son nom des bottes de foin utilisées comme siège par les étudiants ». À noter que la rue Dante se trouve à proximité.
Rabelais dans son chef-d'œuvre, Gargantua et Pantagruel (chapitre X : « Comment Pantagruel jugea d’une controverse… »), écrivait :

« Et d’abord, rue du Fouarre, il soutint ses thèses contre tous les professeurs, étudiants des beaux-arts et orateurs, et les mit tous le cul par terre. »

Honoré de Balzac, dans son roman L'Interdiction, fait résider vers l'an 1828 le juge Jean-Jules Popinot dans la rue du Fouarre :

« La rue du Fouarre, mot qui signifiait autrefois rue de la Paille, fut au XIIIe siècle la plus illustre rue de Paris. Là furent les écoles de l’Université, quand la voix d’Abeilard et celle de Gerson retentissaient dans le monde savant. Elle est aujourd’hui l’une des plus sales rues du douzième Arrondissement, le plus pauvre quartier de Paris, celui dans lequel les deux tiers de la population manquent de bois en hiver, celui qui jette le plus de marmots au tour des Enfants-Trouvés, le plus de malades à l’Hôtel-Dieu, le plus de mendiants dans les rues, qui envoie le plus de chiffonniers au coin des bornes, le plus de vieillards souffrants le long des murs où rayonne le soleil, le plus d’ouvriers sans travail sur les places, le plus de prévenus à la Police correctionnelle. »